# BURN -フメツノフェイス-
「BURN -フメツノフェイス-」（バーン フメツノフェイス）は、日本の音楽ユニット・B'zの楽曲。2008年4月16日にVERMILLION RECORDSより45作目のシングルとして発売された。

## 概要
表題曲は、1997年発売の「FIREBALL」以来、11年ぶりとなる化粧品CMタイアップとしての書き下ろし楽曲。
2008年はデビュー20周年のメモリアルイヤーだったが、ベスト・アルバム2作のリリースや長期にわたるライブツアーが行われた影響から、各媒体では2008年第1弾シングルと発表されたものの、この年にリリースされたシングルは本作のみとなっている。
発売初週で14.2万枚の売上を記録し、4月28日付のオリコン週間シングルランキングで5thシングル『太陽のKomachi Angel』から41作連続の初登場1位を獲得し、自身の持つシングル歴代1位記録の「通算首位獲得作品数」「連続首位獲得作品数」を更新した。
リリース時期がライブと重なったこともあって、発売日前後のプロモーション活動は行われず、テレビでの披露も行われていない。

## 収録曲
| 全作詞: 稲葉浩志、全作曲: 松本孝弘。 |                             |           |            |                              |      |
| #                                    | タイトル                    | 作詞      | 作曲・編曲 | 編曲                         | 時間 |
| 1.                                   | 「BURN -フメツノフェイス-」 | 稲葉浩志  | 松本孝弘   | 松本孝弘・稲葉浩志・寺地秀行 | 3:52 |
| 2.                                   | 「yokohama」                | 稲葉浩志  | 松本孝弘   | 松本孝弘・稲葉浩志・徳永暁人 | 4:02 |
| 3.                                   | 「希望の歌」                | 稲葉浩志  | 松本孝弘   | 松本孝弘・稲葉浩志・徳永暁人 | 2:50 |
| 合計時間:                            | 合計時間:                   | 合計時間: | 10:44      |                              |      |

## 楽曲解説
1. BURN -フメツノフェイス-
  - 化粧品CMタイアップとして書き下ろされた楽曲。
  - MVは前作「SUPER LOVE SONG」以上にCGが多用されている。MVのサポートメンバーは、レコーディングメンバーと同じくドラムはシェーン・ガラース、ベースはバリー・スパークスが務めている。なお、バリーは2003年の一部ツアーでサポートメンバーを務めていたがレコーディング及びMVに参加するのは本曲が初となる。リリース当時は「B'z Party」公式サイトでMVのフルバージョンが公開されており、これは「愛のバクダン」以来2回目である。しかし公式サイトのリニューアルにより公開は中止され、2013年以降は公式YouTubeチャンネルにて1番のみのショートバージョンが公開されている。
  - ベスト・アルバム『B'z The Best "ULTRA Treasure"』でファン投票5位にランクインし[10]アルバム初収録となったが、シングルとしては2004年発売の「ARIGATO」以来となるオリジナル・アルバム未収録曲である。
2. yokohama
  - 15thアルバム『MONSTER』の頃のアウトテイクで、発売前にFm yokohama84.7で先行披露された。
  - 横浜は固有名詞であるため本来はYokohamaであるべきだが、本曲は意図的に小文字となっている。
3. 希望の歌
  - シングル収録曲では初めて演奏時間が3分を切り、最も短い曲となっている。
  - 現在、前曲「yokohama」と本曲は、ライブ未演奏かつアルバム未収録となっている。

## タイアップ
- KOSE「エスプリーク・プレシャス」CMソング（#1）

## 参加ミュージシャン
- 松本孝弘：ギター、全曲作曲・編曲
- 稲葉浩志：ボーカル、全曲作詞・編曲
- 寺地秀行：編曲（#1）
- 徳永暁人:ベース・編曲（#2.3）
- バリー・スパークス：ベース（#1）
- シェーン・ガラース：ドラム

## 収録アルバム
BURN -フメツノフェイス-
- B'z The Best "ULTRA Treasure"
- B'z The Best XXV 1999-2012

## ライブ映像作品
BURN -フメツノフェイス-
- B'z LIVE-GYM 2008 -ACTION-
- B'z LIVE-GYM 2015 -EPIC NIGHT-
- B'z COMPLETE SINGLE BOX（特典DVD）
- B'z SHOWCASE 2020 -5 ERAS 8820- Day1〜5